# Dubrow (Gräbendorf)

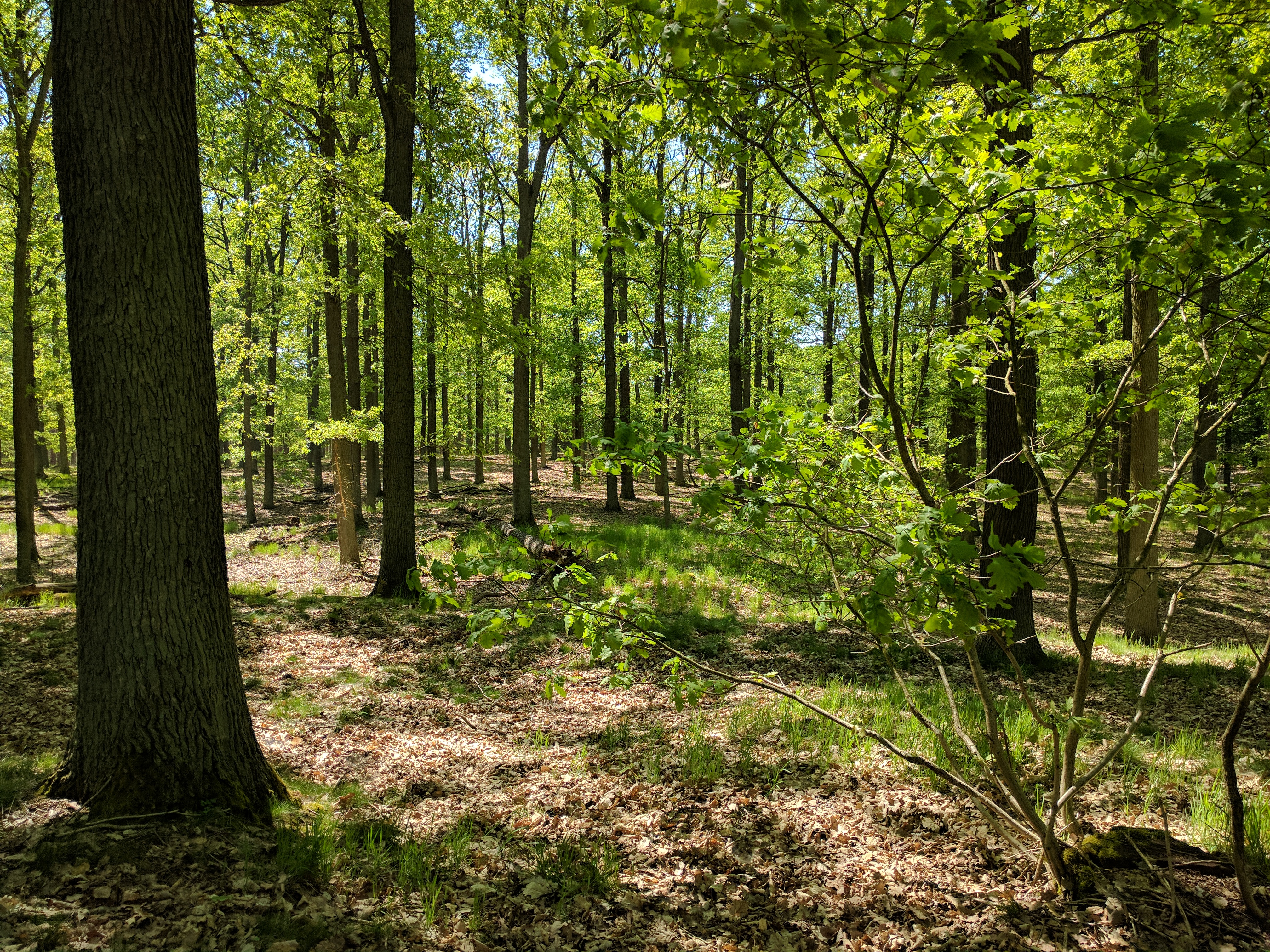
Waldgebiet Dubrow

Die Dubrow ist ein rund 1300 Hektar großes Waldgebiet auf der Gemarkung von Gräbendorf, einem Ortsteil der Gemeinde Heidesee im Landkreis Dahme-Spreewald im Land Brandenburg.

## Lage
Das Waldgebiet liegt südlich des historischen Ortskerns und wird im Westen vom Heideseer Ortsteil Prieros begrenzt. Südöstlich sind die Teupitzer Gewässer, eine durch Kanäle verbundene Seenkette; südlich der Ortsteil Neubrück der Gemeinde Groß Köris. Es folgen im Uhrzeigersinn der Ortsteil Klein Köris sowie das Gemeindezentrum von Groß Köris. Westlich wird das Gebiet vom Bestenseer Ortsteil Pätz begrenzt. Der südliche Teil ist als Naturschutzgebiet ausgewiesen, das Naturschutzgebiet Dubrow. Das Gebiet wird vom Gräbendorfer Landgraben sowie dem Pätzer Vorfluter und dem Mühlengraben entwässert, die in die Dahme fließen. Ungefähr in der Mitte des Gebietes sind mit dem Frauensee sowie dem südwestlich gelegenen Förstersee die beiden Gewässer des Waldgebietes. Eine Zufahrt ist von Gräbendorf aus in südlicher Richtung bis zum Haus des Waldes möglich.

## Geschichte und Etymologie
Der Name Dubrow leitet sich aus dem slawischen ab und bedeutet so viel wie Eichenland. Entstanden ist die Oberfläche des Gebietes in der letzten Weichsel-Kaltzeit, die vor rund 11.600 Jahren ausklang. Nach dem Rückzug des Eises entwickelte sich ein Waldgebiet, in dem Traubeneichen, Kiefern und Birken gediehen. Auf Sandern bildeten sich Flechten-Kiefernwälder. Die hinterbliebenen Moränen sind als zahlreiche Erhebungen wie die Pätzer Berge, die Dubrowberge und die Katzenberge in der Landschaft erkennbar.

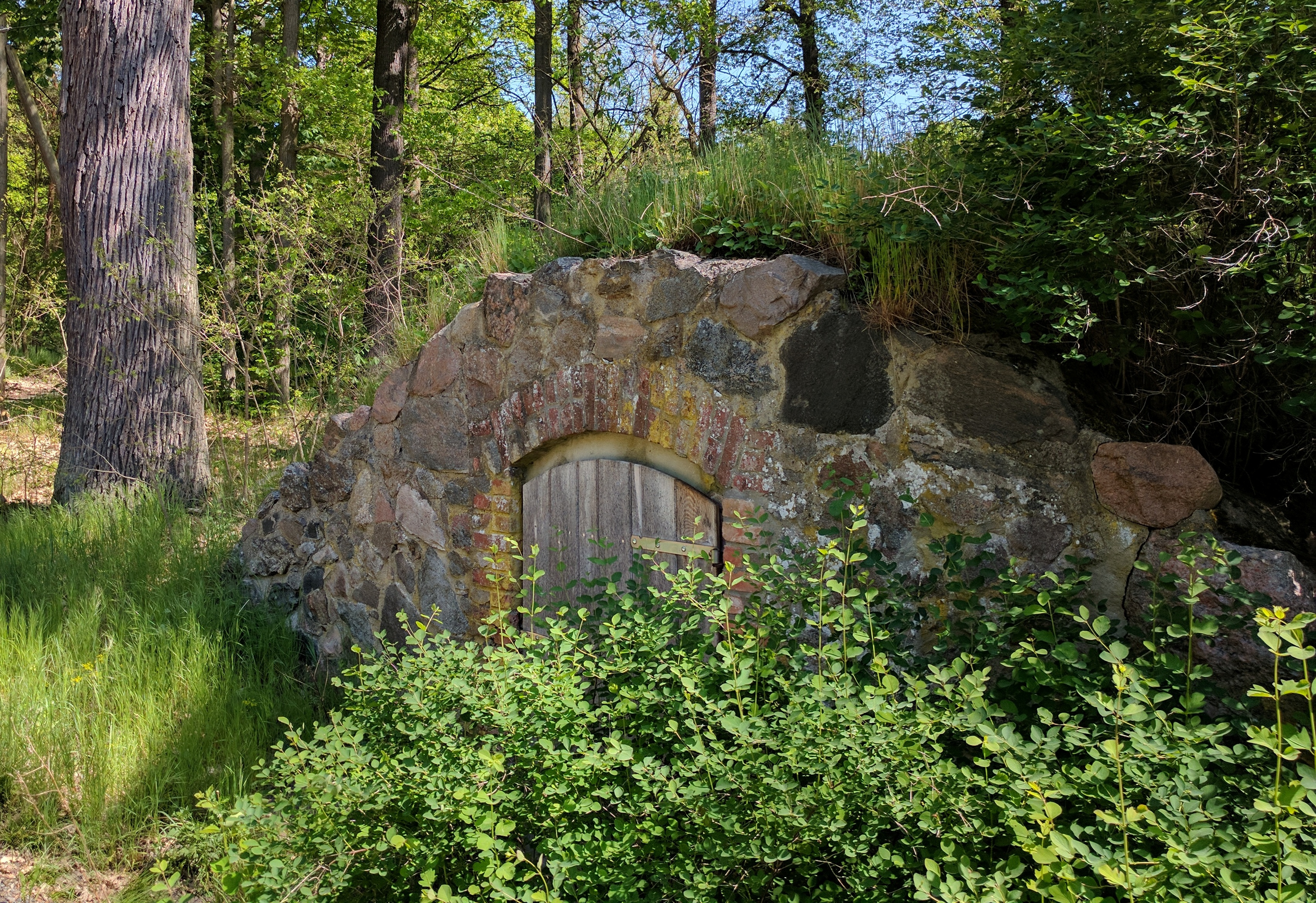
Wildkeller

Ab dem 17. Jahrhundert war die Dubrow ein bevorzugtes Jagdgebiet der Könige von Preußen. Überlieferungen zufolge fand die erste Jagd im Jahr 1697 statt, nachdem der Große Kurfürsten für seinen Sohn Friedrich I. das Schloss Königs Wusterhausen erwarb. Er schenkte es wiederum seinem Sohn Friedrich Wilhelm I., der vom Schloss aus zu den Hofjagden aufbrach. Im 18. Jahrhundert begannen Förster damit, den natürlichen Baumbestand durch einen Wirtschaftswald mit Kiefern zu ersetzen. Die letzte Hofjagd fand im Jahr 1913 unter Kaiser Wilhelm II. statt. Zur Lagerung des erlegten Wildes legten Handwerker einen Wildkeller an. Er wird im 21. Jahrhundert von Fledermäusen bevölkert. Nachdem die forstwirtschaftliche Nutzung zum Anfang des 20. Jahrhunderts aufgegeben wurde, verdunkelte der Wald; alte Eichenbestände starben ab. Zur Zeit der DDR eröffnete am Nordufer des Hölzernen Sees ein KiEZ. Seit 2013 wird es als Floriansdorf KiEZ Frauensee betrieben.

## Flora und Fauna
Im Wald wurden zahlreiche Vogelarten nachgewiesen, darunter der Schwarz- und Rotmilan, der Waldkauz, Baumfalken, der Eisvogel, der Bussard, Habichte, Kolkraben, Kraniche, Graureiher und Fischadler. Hinzu kommen 12 Fledermausarten wie die Große Hufeisennase, die Wasserfledermaus und die Zwergfledermaus. Die alten Eichenbestände werden unter anderem vom Hirschkäfer und dem Eichenheldbock bevölkert. Am Boden leben zahlreiche Lurch- und Kriechtierarten wie der Springfrosch, die Knoblauchkröte, die Kreuzkröte sowie die Zauneidechse, aber auch die Rote Waldameise oder die Ringelnatter und die Blindschleiche. In den moorigen Senken gedeihen der Sonnentau und Wasserschläuche.

## Naturschutzgebiet Dubrow
Im südlichen Teil stehen 263,33 Hektar als FFH-Gebiet unter einem besonderen Schutz. Dort hatte sich eine Endmoräne gebildet, an dessen südöstlicher Seite zahlreiche Rinnenseen gebildet haben. Zwei Teilflächen wurden 1961 als Naturentwicklungsgebiet ausgewiesen: ein ufernaher Bereich am Hölzernen See sowie der Schmölde und ein Eichenbestand im Bereich einer früheren Graureiherkolonie, der 18,07 Hektar große Naturwald Dubrow.
Im Gebiet leben unter anderem der Fischotter, das Große Mausohr und der Nördliche Kammmolch, die unter besonderem Schutz stehen. Gleiches gilt für den Großen Eichenbock, die Große Moosjungfer und den Hirschkäfer.